# Barry Manilow

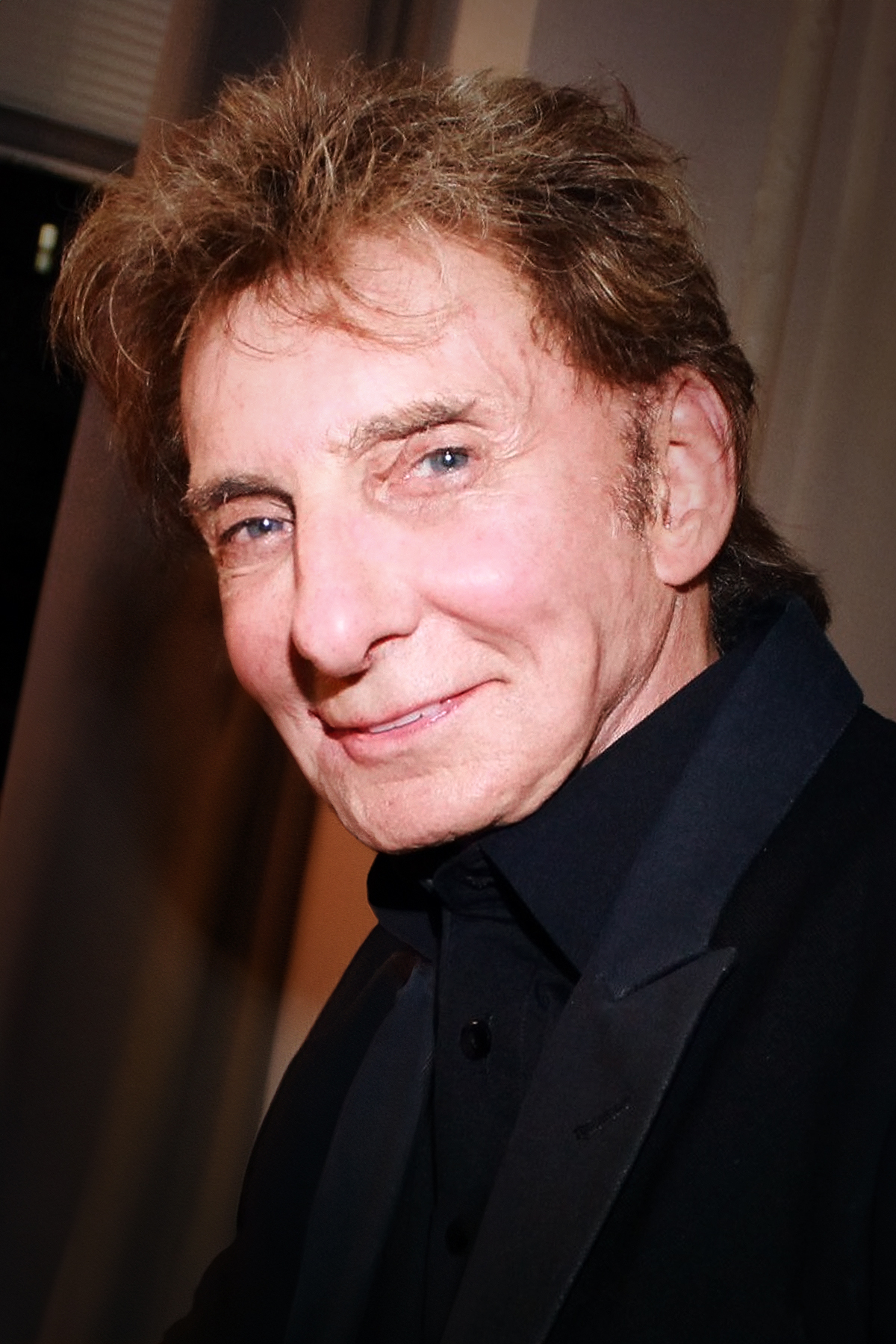
Barry Manilow (2019)

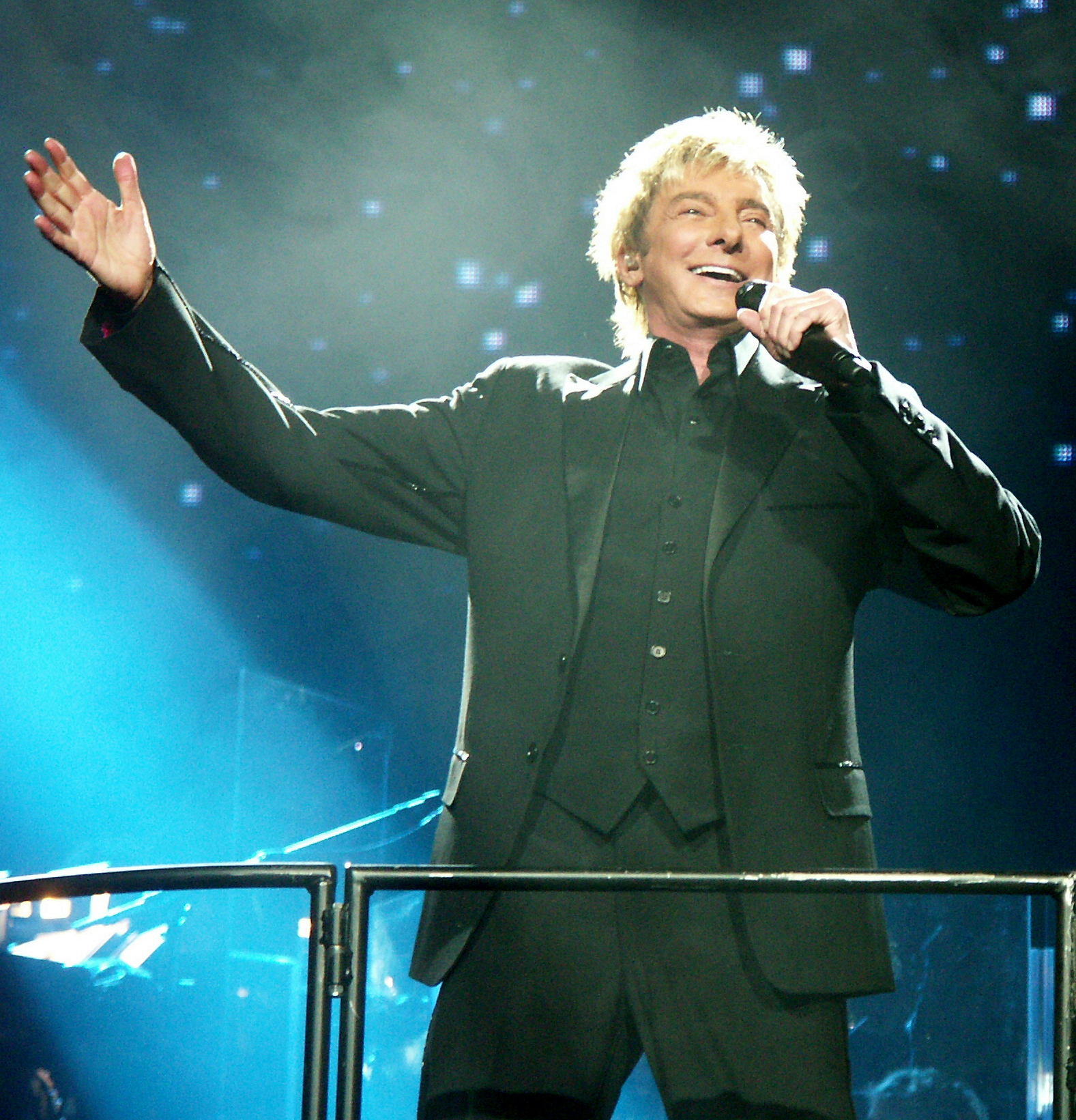
Barry Manilow (2008)

Barry Manilow (* 17. Juni 1943 in Brooklyn, New York; geboren als Barry Alan Pincus) ist ein US-amerikanischer Sänger und Songwriter. Mit über 80 Millionen verkauften Singles und Alben gehört er vor allem in den USA zu den erfolgreichsten Interpreten von Popsongs und -balladen im Bereich der Adult-Contemporary-Musik. Mit den Singles Mandy (1974), I Write the Songs (1975) und Looks Like We Made It (1977) erreichte er die Spitze der US-Charts. Weitere Hits waren Could It Be Magic (je erfolgreich gecovert von Donna Summer und Take That), Copacabana (At the Copa) und Can’t Smile Without You.

## Leben
Barry Manilow wurde als Barry Alan Pincus im New Yorker Stadtteil Brooklyn geboren. Als er zwei Jahre alt war, verließ sein Vater die Familie; Barry bekam als neuen Nachnamen den Geburtsnamen seiner Mutter Edna Manilow. Er lernte früh Klavier spielen. 1964 heiratete er Susan Dreixler, mit der er ein Jahr verheiratet war.
Seit 2014 ist Manilow mit seinem langjährigen Manager und Lebenspartner Garry Kief verheiratet. Er hatte Kief bereits 1978 kennen gelernt, die Beziehung aber jahrelang geheim gehalten, um seine Fans nicht zu enttäuschen. 2017 hatte er sein öffentliches Coming-out und äußerte sich erstmals in Interviews zu diesem Thema.
Seit 2003 hat Manilow wiederholt gesundheitliche Probleme. 2003 war er versehentlich gegen eine Mauer in seinem Haus in Palm Springs gestoßen. Im Februar 2004 wurde er mit starken Schmerzen ins Krankenhaus eingeliefert, die durch Stress verursacht wurden. Am 8. August 2006 wurde bekannt gegeben, dass er sich einer Hüftoperation unterziehen müsse.
Im September 2007 sagte Manilow einen Auftritt in der von Elisabeth Hasselbeck moderierten US-Fernsehshow The View ab. Grund für die Absage war die zustimmende Haltung der Moderatorin zum Irakkrieg.

## Karriere
1971 wurde er der Pianist und Arrangeur in der Band von Bette Midler. Gemeinsam hatten Midler und Manilow ihre ersten Erfolge mit Bühnenshows in Nachtclubs in New York. Manilow produzierte 1972 auch das erste Album von Bette Midler.
Der Erfolg mit Bette Midler sorgte dafür, dass Barry Manilow 1973 sein erstes Soloalbum veröffentlichen konnte. 1974 hatte er mit dem Song Mandy seinen ersten Welthit. Der Song stammte von Scott English und hieß ursprünglich Brandy; in der Version von Graham Bonney unter dem Titel „Brandy“. Damit begann Manilows weltweite Karriere als einer der erfolgreichsten Sänger im Showbusiness. Mandy war der erste von drei Nummer-eins-Hits in den US-Charts und der erste von dreizehn Spitzenreitern in den Adult-Contemporary-Charts sowie der erste von fünf Millionensellern. Innerhalb von fünf Jahren verkaufte Manilow 23 Millionen Schallplatten.

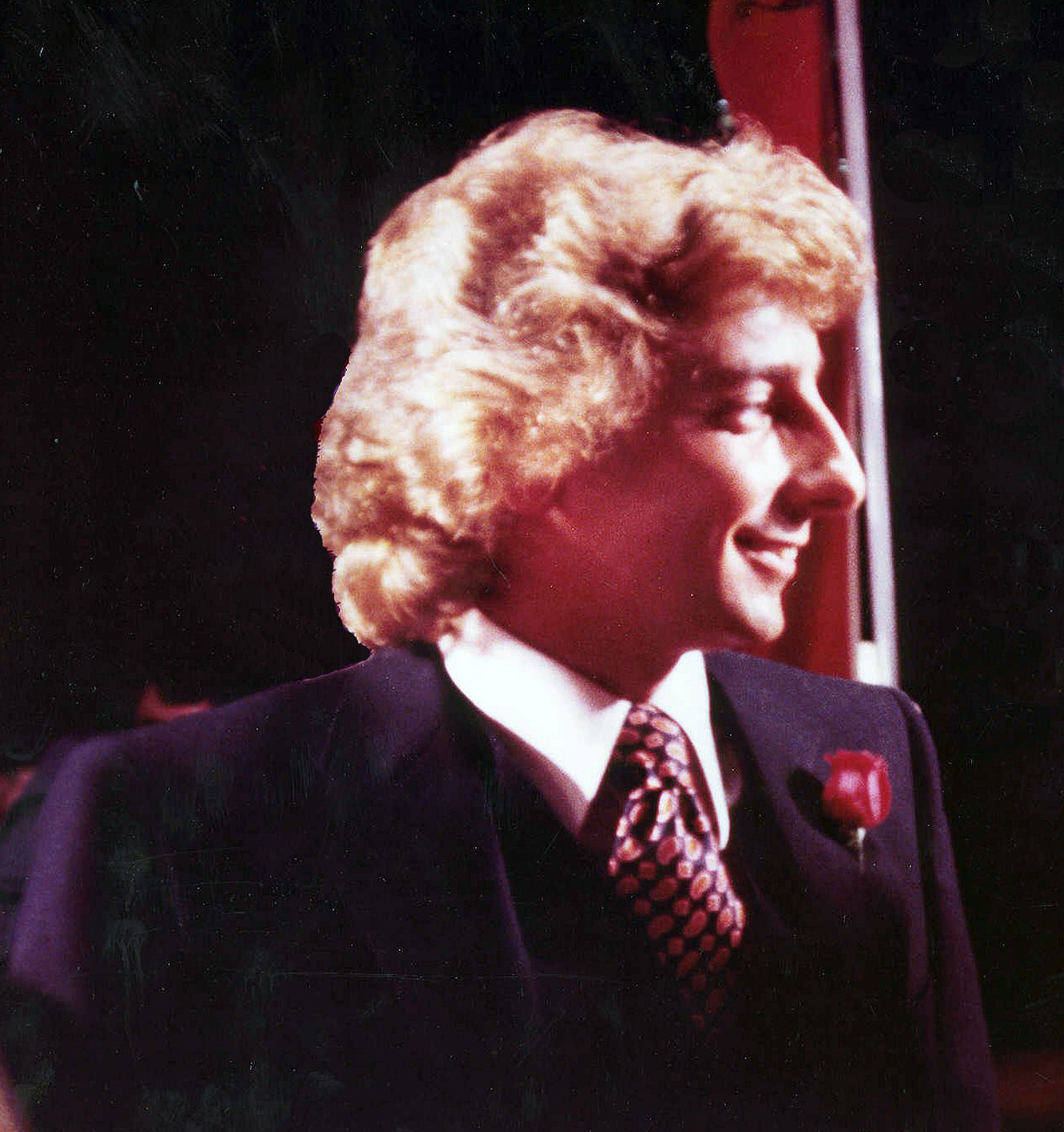
Barry Manilow, 1979

Ab 1979 begann er eine künstlerische Zusammenarbeit mit Dionne Warwick, für die er das Album Dionne mit dem Hit I’ll Never Love This Way Again produzierte, der einen Grammy gewann. 1984 und 1985 erfolgte mit dem von den Bee Gees komponierten Duett Run to Me und dem Album Finder of Lost Loves eine erneute Zusammenarbeit mit Dionne Warwick.
In den 1980er-Jahren gingen Manilows Plattenverkäufe zwar zurück, doch trat er 1984 zehn Abende in der ausverkauften Radio City Music Hall in New York auf und spielte mit Größen der Jazzmusik wie Sarah Vaughan und Mel Tormé das musikalisch hoch gelobte Album 2:00 A.M. Paradise Café ein.
Ab 1989 zog Manilow mit seiner Show Live on Broadway auf einer erfolgreichen Mammut-Tournee um die Welt. In den 1990ern setzte er diese Konzertkarriere mit der Tournee Showstoppers (einer Revue aus bekannten Musical-Melodien) fort und trat in den großen Shows in Las Vegas auf.
Sein musikalisches Studioschaffen ist seit 1991 von Konzeptalben mit Coverversionen dominiert. Showstoppers (1991) enthält Musical-, Singin’ with the Big Bands (1994) Big-Band-Klassiker. 1996 interpretierte er Hits des Jahres 1978 (Summer of '78), 1998 Lieder Frank Sinatras (Manilow Sings Sinatra). Auf Here at the Mayflower (2001) und Manilow Scores (2004), welche Originalkompositionen enthielten, folgten vier dekadenspezifische Alben: The Greatest Songs of the Fifties (2006), The Greatest Songs of the Sixties (2006), The Greatest Songs of the Seventies (2007) und The Greatest Songs of the Eighties (2008). Nach einem weiteren Album mit Coverversionen - The Greatest Love Songs of All Time (2010) - legte Manilow mit 15 Minutes - Fame … Can You Take It? 2011 wieder ein Album mit Originalkompositionen vor, welche sich mit dem Phänomen 15 Minuten Ruhm beschäftigten. My Dream Duets (2014) enthält Duette mit verstorbenen Künstlern wie Whitney Houston, Dusty Springfield und Marilyn Monroe. Das 2017 vorgelegte Album This Is My Town - Songs of New York beschäftigt sich mit Manilows Geburtsstadt und enthält sowohl Coverversionen als auch neue Songs.
1993 sang er zur Amtseinführung Bill Clintons vor 16.000 Politikern aus aller Welt Let Freedom Ring. Auch seine Musicals waren große Erfolge: 1994 wurde Copacabana in London uraufgeführt, ab 1997 lief Harmony (über das Schicksal der Comedian Harmonists) im kalifornischen San Diego an.
Vom 23. Februar 2005 bis zum 30. Dezember 2009 trat Manilow mit fünf Shows in der Woche im Las Vegas Hilton auf. Ab März 2010 war er wieder in Las Vegas auf der Bühne zu sehen, diesmal jedoch im Paris Hotel & Casino.

## Diskografie
Studioalben

| Jahr | Titel                                             | Höchstplatzierung, Gesamtwochen, AuszeichnungChartplatzierungen (Jahr, Titel, Platzierungen, Wochen, Auszeichnungen, Anmerkungen) | Höchstplatzierung, Gesamtwochen, AuszeichnungChartplatzierungen (Jahr, Titel, Platzierungen, Wochen, Auszeichnungen, Anmerkungen) | Höchstplatzierung, Gesamtwochen, AuszeichnungChartplatzierungen (Jahr, Titel, Platzierungen, Wochen, Auszeichnungen, Anmerkungen) | Höchstplatzierung, Gesamtwochen, AuszeichnungChartplatzierungen (Jahr, Titel, Platzierungen, Wochen, Auszeichnungen, Anmerkungen) | Anmerkungen                                                                    |
| Jahr | Titel                                             | DE | AT | UK | US | Anmerkungen                                                                    |
| ---- | ------------------------------------------------- | --- | --- | --- | --- | ------------------------------------------------------------------------------ |
| 1973 | Barry Manilow                                     | — | — | — | US28 Gold · (51 Wo.)US | Erstveröffentlichung: 7. Juli 1973                                             |
| 1974 | Barry Manilow II                                  | — | — | — | US9 Platin · (58 Wo.)US | Erstveröffentlichung: Oktober 1974                                             |
| 1975 | Tryin’ to Get the Feeling                         | — | — | — | US5 ×2Doppelplatin · (87 Wo.)US                                                                                                   | Erstveröffentlichung: Oktober 1975                                             |
| 1976 | This One’s for You                                | — | — | — | US6 ×2Doppelplatin · (60 Wo.)US                                                                                                   | Erstveröffentlichung: August 1976                                              |
| 1978 | Even Now                                          | — | — | UK12 Silber · (28 Wo.)UK | US3 ×3Dreifachplatin · (58 Wo.)US                                                                                                 | Erstveröffentlichung: Februar 1978                                             |
| 1979 | One Voice                                         | — | — | UK18 Gold · (7 Wo.)UK | US9 Platin · (25 Wo.)US | Erstveröffentlichung: 25. September 1979                                       |
| 1980 | Barry                                             | — | — | UK5 Platin · (34 Wo.)UK | US15 Platin · (20 Wo.)US | Erstveröffentlichung: 19. November 1980                                        |
| 1981 | If I Should Love Again                            | — | — | UK5 Platin · (26 Wo.)UK | US14 Gold · (25 Wo.)US | Erstveröffentlichung: September 1981                                           |
| 1982 | Here Comes the Night                              | — | — | UK7 Gold · (9 Wo.)UK | US32 Gold · (27 Wo.)US | Erstveröffentlichung: November 1982 UK-Titel: I Wanna Do It with You           |
| 1984 | 2:00 AM Paradise Cafe                             | — | — | UK28 Silber · (6 Wo.)UK | US28 Gold · (20 Wo.)US | Erstveröffentlichung: 15. November 1984                                        |
| 1985 | Manilow                                           | — | — | UK40 (6 Wo.)UK | US42 (24 Wo.)US | Erstveröffentlichung: 1985                                                     |
| 1987 | Swing Street                                      | — | — | UK81 (1 Wo.)UK | US70 (21 Wo.)US | Erstveröffentlichung: 1987                                                     |
| 1989 | Barry Manilow                                     | — | — | UK20 Silber · (4 Wo.)UK | US64 (16 Wo.)US | Erstveröffentlichung: 2. Mai 1989 UK-Titel: Songs to Make the Whole World Sing |
| 1991 | Showstoppers                                      | — | — | UK53 (3 Wo.)UK | US68 (8 Wo.)US | Erstveröffentlichung: 24. September 1991                                       |
| 1994 | Singin’ with the Big Bands                        | — | — | UK54 (4 Wo.)UK | US59 Gold · (21 Wo.)US | Erstveröffentlichung: 11. Oktober 1994                                         |
| 1996 | Summer of ’78                                     | — | — | UK66 (2 Wo.)UK | US82 (11 Wo.)US | Erstveröffentlichung: 19. November 1996                                        |
| 1998 | Manilow Sings Sinatra                             | — | — | UK72 (4 Wo.)UK | US122 (7 Wo.)US | Erstveröffentlichung: 10. November 1998 UK-Titel: Barry Sings Sinatra          |
| 2001 | Here at the Mayflower                             | — | — | UK18 (3 Wo.)UK | US90 (3 Wo.)US | Erstveröffentlichung: 13. November 2001                                        |
| 2004 | Manilow Scores: Songs from Copacabana and Harmony | — | — | — | US47 (8 Wo.)US | Erstveröffentlichung: 28. September 2004                                       |
| 2006 | The Greatest Songs of the Fifties                 | — | — | UK12 Gold · (5 Wo.)UK | US1 Platin · (25 Wo.)US | Erstveröffentlichung: 31. Januar 2006 Coveralbum                               |
| 2006 | The Greatest Songs of the Sixties                 | — | — | UK56 (4 Wo.)UK | US2 Gold · (12 Wo.)US | Erstveröffentlichung: 31. Oktober 2006 Coveralbum                              |
| 2007 | The Greatest Songs of the Seventies               | — | — | UK27 Silber · (2 Wo.)UK | US4 (15 Wo.)US | Erstveröffentlichung: 18. September 2007 Coveralbum                            |
| 2008 | The Greatest Songs of the Eighties                | — | — | UK22 (2 Wo.)UK | US14 (6 Wo.)US | Erstveröffentlichung: 24. November 2008 Coveralbum                             |
| 2010 | The Greatest Love Songs of All Time               | — | — | UK26 (2 Wo.)UK | US5 (6 Wo.)US | Erstveröffentlichung: 26. Januar 2010 Coveralbum                               |
| 2011 | 15 Minutes: Fame … Can You Take It?               | — | — | UK20 (2 Wo.)UK | US7 (9 Wo.)US | Erstveröffentlichung: 14. Juni 2011                                            |
| 2014 | Night Songs                                       | — | — | — | US8 (4 Wo.)US | Erstveröffentlichung: 25. März 2014                                            |
| 2014 | My Dream Duets                                    | — | — | UK28 (4 Wo.)UK | US4 (7 Wo.)US | Erstveröffentlichung: 28. Oktober 2014                                         |
| 2017 | This Is My Town: Songs of New York                | — | — | UK26 (3 Wo.)UK | US12 (4 Wo.)US | Erstveröffentlichung: 21. April 2017                                           |
| 2020 | Night Songs II                                    | — | — | — | US32 (2 Wo.)US | Erstveröffentlichung: 14. Februar 2020                                         |